# Tenis ziemny na Igrzyskach Śródziemnomorskich 1987
Tenis ziemny na Igrzyskach Śródziemnomorskich 1987 – turniej tenisowy, który był rozgrywany w dniach 11–25 września 1987 roku podczas igrzysk śródziemnomorskich w Latakii. Zawodnicy zmagali się na obiektach Latakia Sports City, a rywalizowali w czterech konkurencjach: singlu i deblu mężczyzn oraz kobiet.

## Medaliści
| Konkurencja             | Złoty medal                          | Srebrny medal                        | Brązowy medal             |
| gra pojedyncza mężczyzn | Arafa Chekrouni                      | Omar Camporese                       | Fernando García           |
| gra pojedyncza kobiet   | Conchita Martínez                    | Angelika Kanellopulu                 | Francesca Romano          |
| gra podwójna mężczyzn   | Omar Camporese Ejino Rossi           | Arafa Chekrouni Abdellah Nadini      | Fernando García Luis Riba |
| gra podwójna kobiet     | Olga Tsarbopulu Angelika Kanellopulu | Giovanna Karotenuto Francesca Romano | Jil Jezili Hatiki Wajiz   |

### Tabela medalowa
| Miejsce | Państwo   |   |   |   | Razem |
| ------- | --------- | - | - | - | ----- |
| 1       | Włochy    | 1 | 2 | 1 | 4     |
| 2       | Grecja    | 1 | 1 | 0 | 2     |
| 2       | Maroko    | 1 | 1 | 0 | 2     |
| 4       | Hiszpania | 1 | 0 | 2 | 3     |
| 5       | Turcja    | 0 | 0 | 1 | 1     |
|         | Razem     | 4 | 4 | 4 | 12    |